# Simon Dominic
Jung Ki-suck (kor. 정기석 Jeong Gi-seok, * 9. März 1984), bekannt unter seinem Bühnennamen Simon Dominic, ist ein südkoreanischer Hip-Hop-Künstler. Er hatte sein Debüt im Jahre 2009 als Mitglied seines damaligen Hip-Hop-Duos „Supreme Team“, welches sich aber im Jahr 2013 auflöste. Als Solo-Künstler veröffentlichte er zwei Studio-Alben namens Simon Dominic Presents: SNL League Begins 2011 und Darkroom 2018. Von 2014 bis 2018 war Simon Dominic auch co-CEO des Hip-Hop Labels AOMG, bei dem er nach wie vor als Künstler unter Vertrag ist.

## Karriere
Simon Dominic startete seine Karriere in den frühen 2000er Jahren als K-Outa in der koreanische Untergrund-Hip-Hop-Szene. Später änderte er seinen Namen, wofür er „Simon“ nach Wesley Snipes Charakter im Film Demolition Man und seinen Taufnamen „Dominic“ kombinierte.
2009 formte er mit dem E-Sens das Hip-hop-duo „Supreme Team“.
Dieses Duo machte eine erfolgreiche Karriere und gewann mehrere Awards, darunter den „Best New Male Group Award“ 2009 bei den Mnet Asian Music Awards und den „Hip Hop Award“ bei den Golden Disc Awards 2010.
Im Jahr 2011 veröffentlichte Simon Dominic sein erstes Solo-Album Simon Dominic Presents: SNL League Begins. Das Album erreichte Platz 2 in den Gaon Charts.
Das Supreme Team löste sich 2013 auf. Simon Dominic verließ 2014 das Label Amoeba Culture und wurde Co-CEO des unabhängigen Musiklabels AOMG von Jay Park.
Im Jahr 2015 gelang Simon Dominic nach einer langen Pause ein Comeback mit dem Minialbum Won & Only. Durchschlagender Erfolg war aber seiner vorab veröffentlichte Single Simon Dominic beschieden, die innerhalb von drei Tagen den 1. Platz in allen koreanischen Charts belegte.
2016 nahm Simon D, wie er auch genannt wird, an der koreanischen Hip-Hop-Musikshow Show Me The Money teil. Dort war er Juror als Teil eines Produzenten-Teams mit AOMG-Kollege Gray, das Rapper Bewhy zum Sieg verhalf.
Im Jahr 2018 veröffentlichte Simon Dominic sein zweites Album Darkroom. Kurz darauf resignierte er von seiner Position als co-CEO des Labels AOMG, doch er bleibt weiterhin als Rapper unterzeichnet.

## Diskografie

### Studioalben
| Jahr | Titel Musiklabel                                          | Höchstplatzierung, Gesamtwochen, AuszeichnungChartsChartplatzierungen (Jahr, Titel, Musiklabel, Platzierungen, Wochen, Auszeichnungen, Anmerkungen) | Anmerkungen                                                |
| Jahr | Titel Musiklabel                                          | KR | Anmerkungen                                                |
| ---- | --------------------------------------------------------- | --- | ---------------------------------------------------------- |
| 2011 | Simon Dominic Presents ‘SNL League Begins’ Amoeba Culture | KR2 (… Wo.)KR | Erstveröffentlichung: 7. Oktober 2011 Verkäufe KR: + 5.115 |
| 2018 | Darkroom AOMG                                             | KR30 (… Wo.)KR | Erstveröffentlichung: 15. Juni 2018 Verkäufe KR: + 2.705   |

### Extended Plays
| Jahr | Titel Musiklabel           | Höchstplatzierung, Gesamtwochen, AuszeichnungChartsChartplatzierungen (Jahr, Titel, Musiklabel, Platzierungen, Wochen, Auszeichnungen, Anmerkungen) | Anmerkungen                             |
| Jahr | Titel Musiklabel           | KR | Anmerkungen                             |
| ---- | -------------------------- | --- | --------------------------------------- |
| 2015 | Won & Only (₩ & Only) AOMG | — | Erstveröffentlichung: 21. August 2015   |
| 2019 | No Open Flames. AOMG       | — | Erstveröffentlichung: 3. September 2019 |

### Singles
| Jahr            | Titel Album                                                          | Höchstplatzierung, Gesamtwochen, AuszeichnungChartsChartplatzierungen (Jahr, Titel, Album, Platzierungen, Wochen, Auszeichnungen, Anmerkungen) | Anmerkungen |
| Jahr            | Titel Album                                                          | KR | Anmerkungen |
| --------------- | -------------------------------------------------------------------- | --- | --- |
| Als Leadmusiker |                                                                      | | |
|                 |                                                                      | | |
| 2007            | Lonely Night –                                                       | — | Erstveröffentlichung: 2007 |
| 2011            | Hero SNL League Begins                                               | KR28 (… Wo.)KR | Erstveröffentlichung: 2011 Verkäufe KR: + 291.474                                                                                |
| 2011            | Stay Cool SNL League Begins                                          | KR22 (… Wo.)KR | Erstveröffentlichung: 2011 Verkäufe KR: + 404.176; feat. Zion.T                                                                  |
| 2011            | Cheerz (짠해) SNL League Begins                                      | KR10 (… Wo.)KR | Erstveröffentlichung: 2011 Verkäufe KR: + 1.135.298                                                                              |
| 2015            | Simon Dominic Won & Only                                             | KR2 (… Wo.)KR | Erstveröffentlichung: 2015 Verkäufe KR: + 786.923                                                                                |
| 2015            | Won & Only                                                           | KR32 (… Wo.)KR | Erstveröffentlichung: 2015 Verkäufe KR: + 129.014                                                                                |
| 2018            | Me No Jay Park Darkroom                                              | KR65 (… Wo.)KR | Erstveröffentlichung: 2018 |
| 2018            | Simon Says (왈) –                                                    | KR97 (… Wo.)KR | Erstveröffentlichung: 2018 feat. Pharoahe Monch                                                                                  |
| 2019            | DAx4 No Open Flames.                                                 | KR167 (… Wo.)KR | Erstveröffentlichung: 2019 |
| 2019            | Make Her Dance No Open Flames.                                       | KR86 (… Wo.)KR | Erstveröffentlichung: 2019 feat. Loopy and Crush                                                                                 |
| 2019            | Gott No Open Flames.                                                 | KR88 (… Wo.)KR | Erstveröffentlichung: 2019 feat. Moon, Woo Won-jae und Jvcki Wai                                                                 |
| 2021            | Party Forever –                                                      | KR117 (… Wo.)KR | Erstveröffentlichung: 2021 |
| Kollaborationen |                                                                      | | |
|                 |                                                                      | | |
| 2012            | 6:30 (여섯시 반) –                                                   | KR24 (… Wo.)KR | Erstveröffentlichung: 2012 Verkäufe KR: + 286.133 feat. Lady Jane                                                                |
| 2012            | Air (난리good) –                                                     | KR35 (… Wo.)KR | Erstveröffentlichung: 2012 Verkäufe KR: + 159.508 feat. Gaeko, Choiza, Primary                                                   |
| 2016            | I’m Not the Person You Used to Know Show Me the Money 5              | KR2 (… Wo.)KR | Erstveröffentlichung: 2016 Verkäufe KR: + 751.667 feat. One, G2, Bewhy                                                           |
| 2016            | Comfortable (맘 편히) Show Me the Money 5                            | KR1 (… Wo.)KR | Erstveröffentlichung: 2016 Verkäufe KR: + 750.349 feat. Gray, One                                                                |
| 2016            | XamBaqJa (쌈박자) Show Me the Money 5                                | KR29 (… Wo.)KR | Erstveröffentlichung: 2016 Verkäufe KR: + 110.830 feat. Bewhy                                                                    |
| 2018            | Upside Down (뒤집어버려) –                                           | KR89 (… Wo.)KR | Erstveröffentlichung: 2018 feat. Jay Park, Loco, Gray                                                                            |
| 2019            | I’mma Do (아마두) Dingo x Damoim (Part 2)                            | KR2 (… Wo.)KR | Erstveröffentlichung: 2019 mit Yumdda, Deepflow, Paloalto, The Quiett feat. Woo Won-jae, Keem Hyo-eun, Nucksal und Huckleberry P |
| 2021            | Journey To Atlantis (상상더하기) MSG Wannabe Top 8 Performance Songs | KR7 (… Wo.)KR | Erstveröffentlichung: 2021 mit MSG Wannabe                                                                                       |
| 2021            | Resignation (체념) MSG Wannabe Top 8 Performance Songs               | KR16 (… Wo.)KR | Erstveröffentlichung: 2021 mit Kim Jung-min, Lee Dong-hwi und Lee Sang-yi                                                        |
| 2021            | Only You (나를 아는 사람) MSG Wannabe 1st Album                      | KR2 (… Wo.)KR | Erstveröffentlichung: 2021 mit Kim Jung-min, Lee Dong-hwi, Lee Sang-yi                                                           |
| 2021            | I Love You (난 너를 사랑해) MSG Wannabe 1st Album                    | KR25 (… Wo.)KR | Erstveröffentlichung: 2021 mit MSG Wannabe                                                                                       |
| Als Gastmusiker |                                                                      | | |
|                 |                                                                      | | |
| 2007            | The Triumph 22 Channels                                              | — | Erstveröffentlichung: 2007 Loptimist feat. Simon Dominic                                                                         |
| 2011            | Thank U Top Star                                                     | KR69 (… Wo.)KR | Erstveröffentlichung: 2011 Verkäufe KR: + 122.438 Tony An feat. Simon Dominic                                                    |
| 2014            | Metronome Evolution                                                  | KR28 (… Wo.)KR | Erstveröffentlichung: 2014 Verkäufe KR: + 124.353 Jay Park feat. Simon Dominic, Gray                                             |
| 2014            | Day N Night –                                                        | KR9 (… Wo.)KR | Erstveröffentlichung: 2014 Verkäufe KR: + 195.812 Huh Gak feat. Simon Dominic                                                    |
| 2016            | Heartbreak Hotel –                                                   | KR84 (… Wo.)KR | Erstveröffentlichung: 2016 Verkäufe KR: + 29.145 Tiffany feat. Simon Dominic                                                     |
| 2017            | Hyung (형) Foreigner                                                 | — | Erstveröffentlichung: 2017 Verkäufe KR: + 29.145 Dumbfoundead feat. Simon Dominic, Dok2, Tiger JK                                |
| 2018            | Soju Remix –                                                         | — | Erstveröffentlichung: 2018 Jay Park feat. Simon Dominic, Changmo, Woodie Gochild                                                 |
| 2018            | NoNo Show Me the Money 777                                           | KR18 (… Wo.)KR | Erstveröffentlichung: 2018 Loopy feat. Simon Dominic                                                                             |
| 2018            | 6 ’O Clock –                                                         | — | Erstveröffentlichung: 2018 Well feat. Simon Dominic                                                                              |
| 2020            | Waves Magenta                                                        | KR102 (… Wo.)KR | Erstveröffentlichung: 2020 Kang Daniel feat. Simon Dominic und Jamie                                                             |